# 프롬프트 압축
프롬프트 압축은 대규모 언어 모델(LLM)에서 사용되는 프롬프트를 더 효율적이고 간결하게 만드는 기술이다. 긴 프롬프트를 필수적인 요소만 남기고 압축함으로써 토큰 사용을 최적화하고 비용을 절감하면서도 유사한 결과를 얻을 수 있는 프롬프트 엔지니어링 기법이다.

## 작동 원리
프롬프트 압축은 크게 두 가지 방식으로 구현된다:

### 자연어 방식 (Lazy Method)
- 불필요한 수식어와 반복되는 표현 제거
- 문장 구조 단순화
- 명령형 표현으로 변환
- 유사한 지시사항 통합
- 핵심 의미는 유지하면서 간결한 형태로 재구성

### 기술적 방식 (Technical Method)
- GPT-2와 같은 작은 언어 모델을 활용하여 토큰 가치 평가
- 고가치 토큰 유지 및 저가치 토큰 제거
- 문법적 완성도보다 의미 전달에 집중
- Microsoft의 LLM Lingua 프레임워크 활용

## 압축 과정

### 토큰화 단계
1. 원본 프롬프트를 토큰으로 분해
2. 각 토큰의 중요도 평가
3. 핵심 토큰 선별
4. 압축된 형태로 재구성

### 최적화 기준
- 명령어 형태의 단어 우선 유지 (create, analyze 등)
- 중복된 개념 통합
- 문맥상 추론 가능한 요소 제거
- 핵심 지시사항 보존

## 활용 분야

### 기업 환경
- 대규모 API 호출 비용 절감
- 프롬프트 캐싱과 결합하여 효율성 향상
- 월간 5,000~20,000달러 수준의 비용 절감 가능

### 기술적 제약 환경
- 커스텀 GPT의 문자 제한 극복
- 음성 에이전트 애플리케이션 최적화
- 토큰 제한이 있는 시스템에서 활용

## 구현 도구

### Custom GPT 방식
- 자연어 기반 압축 수행
- 압축 전후 비교 분석 제공
- 압축 과정 설명 기능

### UI 기반 도구
- Bolt.new 등을 활용한 인터페이스
- 실시간 압축률 확인
- API 키 통합 테스트 기능

## 성능 평가

### 정량적 지표
- 토큰 수 감소율
- 문자 수 감소율
- 실행 비용 절감률

### 정성적 지표
- 출력 품질 유지도
- 의미 전달의 정확성
- 실행 결과의 일관성

## 한계점

### 기술적 제약
- 과도한 압축 시 의미 왜곡 가능성
- 문맥 의존적 내용의 압축 어려움
- 특정 도메인 지식 필요성

### 적용 제한
- 법률 문서 등 정확성이 중요한 분야
- 복잡한 조건부 로직이 포함된 프롬프트
- 미세한 뉘앙스가 중요한 경우

## 미래 전망
- LLM 기술 발전에 따른 압축 알고리즘 개선
- 도메인 특화 압축 기술 발전
- 자동화된 최적화 도구 등장 예상

## 같이 보기
- 프롬프트 엔지니어링
- 토큰화 (NLP)
- 대규모 언어 모델
- 프롬프트 캐싱

## 참고 문헌
- Microsoft LLM Lingua 문서
- OpenAI API 문서
- Anthropic Claude 기술 문서